# Élections municipales de 2020 à Toulouse
Pour un article plus général, voir Élections municipales de 2020 dans la Haute-Garonne.
Les élections municipales françaises de 2020 à Toulouse, comme dans le reste de la France, visent à procéder au renouvellement du conseil municipal de Toulouse et du conseil métropolitain. Comme dans toutes les communes de 1 000 habitants et plus, les élections à Toulouse sont municipales et intercommunales. Chaque bulletin de vote comporte deux listes : une liste de candidats aux seules élections municipales et une liste de ceux également candidats au conseil métropolitain. Le premier tour a lieu le 15 mars 2020. Le second tour, initialement prévu le 22 mars suivant, est d'abord reporté sine die en raison de la pandémie de maladie à coronavirus, puis fixé au 28 juin 2020.

## Contexte
Après avoir annoncé sa candidature à sa réélection, le maire sortant Jean-Luc Moudenc reçoit le soutien de La République en marche en octobre 2019.

### Groupes sortants
| Groupe | Groupe                               | Partis  | Positionnement | Nombre de sièges |
| ------ | ------------------------------------ | ------- | -------------- | ---------------- |
|        | Toulouse ensemble                    | LR, UDI | Majorité       | 47               |
|        | Alliance démocrate                   | MoDem   | Majorité       | 3                |
|        | Alliance majorité présidentielle     | LREM    | Majorité       | 3                |
|        | Socialiste                           | PS      | Opposition     | 3                |
|        | Toulouse vert demain                 | EÉLV    | Opposition     | 5                |
|        | Communiste républicain et citoyen    | PCF     | Opposition     | 4                |
|        | Génération.s, socialisme et écologie | G.s     | Opposition     | 4                |

### Contexte électoral
| Municipales 2014    | Municipales 2014    |  | UMP  | 38,20 |  | PS   | 32,26 |  | FN   | 8,15  |  | EÉLV | 6,98  |             | UMP         | 52,06       |             | PS          | 47,93       | pas de 3e ni de 4e | pas de 3e ni de 4e | pas de 3e ni de 4e | pas de 3e ni de 4e | pas de 3e ni de 4e | pas de 3e ni de 4e |             |           |           |
| Européennes 2014    | Européennes 2014    |  | UMP  | 19,15 |  | PS   | 18,44 |  | EÉLV | 16,88 |  | FN   | 14,08 | tour unique | tour unique | tour unique | tour unique | tour unique | tour unique | tour unique        | tour unique        | tour unique        | tour unique        | tour unique        | tour unique        | tour unique |           |           |
| Régionales 2015     | Régionales 2015     |  | PS   | 31,65 |  | LR   | 22,71 |  | FN   | 17,24 |  | EÉLV | 16,29 |             | PS          | 59,12       |             | LR          | 22,61       |                    | FN                 | 18,27              | pas de 4e          | pas de 4e          | pas de 4e          | pas de 4e   | pas de 4e | pas de 4e |
| Présidentielle 2017 | Présidentielle 2017 |  | LFI  | 29,17 |  | EM   | 27,26 |  | LR   | 17,67 |  | PS   | 10,35 |             | EM          | 82,98       |             | FN          | 17,02       | pas de 3e ni de 4e | pas de 3e ni de 4e | pas de 3e ni de 4e | pas de 3e ni de 4e | pas de 3e ni de 4e | pas de 3e ni de 4e |             |           |           |
| Européennes 2019    | Européennes 2019    |  | LREM | 24,62 |  | EÉLV | 21,28 |  | RN   | 11,43 |  | PS   | 9,25  | tour unique | tour unique | tour unique | tour unique | tour unique | tour unique | tour unique        | tour unique        | tour unique        | tour unique        | tour unique        | tour unique        | tour unique |           |           |

## Candidats

### Candidats

#### Listes de gauche
À gauche quatre listes sont constituées :
- la liste de Nadia Pellefigue soutenue par le PS, le PRG et le PCF avec un projet de rassemblement à gauche ;
- le mouvement Archipel citoyen qui présente sa liste, soutenue par Europe Écologie Les Verts, La France insoumise, l'ex-candidat à l'investiture du Parti socialiste, Romain Cujives[4],[5] avec son collectif Toulouse idées neuves, le Parti pirate, Place publique et Nouvelle Donne. Il a pour objectif de constituer un tiers de la liste, soit 23 personnes sur 69, par tirage au sort sur les listes électorales de Toulouse et d'élaborer un « programme démocratique » ainsi qu'un code éthique pour les candidats (limitation à deux mandats consécutifs, contrôle des notes de frais, plafonnement des indemnités à « trois à quatre fois le salaire de l'agent le moins bien payé »)[6]. Selon Reuters, cette liste constitue le principal adversaire du maire sortant Jean-Luc Moudenc[3]. Antoine Maurice est désigné pour en être la tête de liste. François Piquemal est en 3e puis 5e position de la liste[7],[8].
- une liste portée par Pauline Salingue et Nicolas Mousset pour le Nouveau Parti anticapitaliste est lancée le 29 janvier 2020[9].
- le 19 décembre, l'ancien maire de Toulouse Pierre Cohen, qui a quitté le PS pour le mouvement Génération.s, annonce son intention de présenter une liste et de fédérer derrière lui l'ensemble de la gauche[10]. Arrivé en quatrième position au soir du premier tour, il annonce vouloir fusionner avec la liste du mouvement Archipel citoyen[11].

#### Listes du centre
Le MoDem, s'estimant mal représenté sur la liste de Jean-Luc Moudenc, annonce le 19 décembre soutenir une liste derrière le dissident LREM Franck Biasotto, adjoint au maire sortant dans l'équipe municipale sortante. La liste est soutenue par le député MoDem Jean-Luc Lagleize.

#### Listes de droite
La liste conduite par le maire sortant Jean-Luc Moudenc présente, en alliance avec les Républicains et une partie de la majorité présidentielle, un projet de continuité avec la campagne de 2014, dont un axe fort avait été le financement et la construction d'une troisième ligne de métro.
Une liste Debout la France portée par Francis Manaud concourt également. C'est la première fois que ce parti propose un candidat aux élections municipales à Toulouse.

#### Liste d'extrême droite
L'extrême droite est représentée par Quentin Lamotte soutenu par le Rassemblement national et divers petits partis de droite,.

#### Autres listes
Quentin Charoy est tête de liste pour le Parti animaliste.
Une liste de l'Union des démocrates musulmans français est également présente ; elle est dirigée par Peov Chankiry Duch.

#### Synthèse des listes et candidats au premier tour
| Liste | Liste                                                                         | Partis | Candidat au poste de maire | Candidat au poste de maire                                            |
| Liste | Liste                                                                         | Partis | Nom                        | Fonctions                                                             |
| ----- | ----------------------------------------------------------------------------- | --- | -------------------------- | --------------------------------------------------------------------- |
|       | Lutte ouvrière - faire entendre le camp des travailleurs                      | Lutte ouvrière | Malena Adrada              |                                                                       |
|       | Toulouse aux travailleurs, pas aux spéculateurs                               | Parti ouvrier indépendant démocratique | Julian Menendez            |                                                                       |
|       | Toulouse anticapitaliste                                                      | Nouveau Parti anticapitaliste | Pauline Salingue           |                                                                       |
|       | Archipel citoyen                                                              | Europe Écologie Les Verts La France insoumise Parti socialiste (dissidents) Génération.s (dissidents) Parti communiste français (dissidents) Place publique Parti pirate Nouvelle Donne Ensemble ! Partit occitan | Antoine Maurice            | Conseiller municipal de Toulouse                                      |
|       | Toulouse animaliste                                                           | Parti animaliste | Quentin Charoy             |                                                                       |
|       | Pour la cohésion! L'autre choix                                               | Génération.s Gauche républicaine et socialiste Mouvement républicain et citoyen Gauche démocratique et sociale | Pierre Cohen               | Conseiller municipal de Toulouse Ancien maire de Toulouse (2008-2014) |
|       | Une nouvelle énergie pour Toulouse. La gauche, l'écologie, les toulousain.e.s | Parti socialiste Parti communiste français Parti radical de gauche Occitanie País Nòstre (ex-Bastir! (en)) | Nadia Pellefigue           | Vice-présidente de la région Occitanie                                |
|       | En avant Toulouse                                                             | Union des démocrates musulmans français | Peov Chankiry Duch         |                                                                       |
|       | Toulouse belle et forte                                                       | Mouvement démocrate | Franck Biasotto            | Adjoint au maire de Toulouse chargé du logement                       |
|       | Aimer Toulouse avec Jean-Luc Moudenc                                          | Les Républicains La République en marche | Jean-Luc Moudenc           | Maire de Toulouse                                                     |
|       | Debout Toulouse                                                               | Debout la France | Francis Manaud             |                                                                       |
|       | Rassemblement toulousain                                                      | Rassemblement national La Droite populaire | Quentin Lamotte            | Conseiller régional d'Occitanie                                       |

### Sondages

#### Premier tour

##### 2020
| Institut      | Date                  | Échantillon | LO     | NPA      | PS-PCF-PRG | G·s-GRS | Archipel citoyen (EÉLV - LFI - Place publique - Parti pirate) | MoDem    | LR-LREM-UDI-MRSL-Agir | DLF    | RN      | PA     |
| Institut      | Date                  | Échantillon | Adrada | Salingue | Pellefigue | Cohen   | Maurice                                                       | Biasotto | Moudenc               | Manaud | Lamotte | Charoy |
| ------------- | --------------------- | ----------- | ------ | -------- | ---------- | ------- | ------------------------------------------------------------- | -------- | --------------------- | ------ | ------- | ------ |
| Institut      | Date                  | Échantillon |        |          |            |         |                                                               |          |                       |        |         |        |
| Ifop/Fiducial | 17 au 20 février 2020 | 786         | 1      | 0,5      | 14         | 7,5     | 25                                                            | 2        | 41                    | 1      | 7       | 1      |

##### 2019
| Institut | Date                | Échantillon | EXG | LFI    | LFI     | PS-PCF | Archipel citoyen | DVG        | LREM-MoDem | LREM-MoDem | LR-UDI-MRSL | RN      | Autres |
| Institut | Date                | Échantillon |     | Sellin | Bompard | Raynal | Maurice          | Pellefigue | Portarrieu | Nogal      | Moudenc     | Lamotte |        |
| -------- | ------------------- | ----------- | --- | ------ | ------- | ------ | ---------------- | ---------- | ---------- | ---------- | ----------- | ------- | ------ |
| Institut | Date                | Échantillon |     |        |         |        |                  |            |            |            |             |         |        |
| BVA      | 6 au 9 mai 2019     | 671         | 2   | —      | 10      | 12     | 16               | 5          | —          | 8          | 36          | 8       | 3      |
| BVA      | 6 au 9 mai 2019     | 671         | 2   | —      | 11      | 13     | 16               | 5          | 40         | 40         | 40          | 9       | 4      |
| Ifop     | 12 au 17 avril 2019 | 608         | 1   | 11     | —       | 15     | 14               | 6          | 9          | —          | 36          | 7       | 1      |

N.B. :
- en gras sur fond coloré : le candidat arrivé en tête du sondage ;

#### Second tour
| Institut      | Date                  | Échantillon | PS-PCF-PRG | Archipel citoyen | LR-LREM-UDI | RN      |
| Institut      | Date                  | Échantillon | Pellefigue | Maurice          | Moudenc     | Lamotte |
| ------------- | --------------------- | ----------- | ---------- | ---------------- | ----------- | ------- |
| Institut      | Date                  | Échantillon |            |                  |             |         |
| Ifop          | 20 au 23 juin 2020    | 807         | 50,5       | 50,5             | 49,5        | —       |
| BVA           | 5 au 11 juin 2020     | 804         | 51         | 51               | 49          | —       |
| Ifop/Fiducial | 22 au 25 mai 2020     | 705         | 52         | 52               | 48          | —       |
| Ifop/Fiducial | 22 au 25 mai 2020     | 705         | 17         | 39               | 44          | —       |
| Ifop/Fiducial | 17 au 20 février 2020 | 786         | 45         | 45               | 49          | 6       |
| Ifop/Fiducial | 17 au 20 février 2020 | 786         | —          | 46               | 54          | —       |
| Ifop/Fiducial | 17 au 20 février 2020 | 786         | 43         | —                | 57          | —       |

N.B. : en gras sur fond coloré : le candidat arrivé en tête du sondage.

## Entre-deux tours
Du fait de l'épidémie de Covid-19, l'entre-deux tours est fortement rallongé. D'une durée classique d'une semaine pour les élections municipales, il dure 26 jours en 2020, entre la date limite du dépôt des listes en préfecture (le 2 juin) et le second tour (le 28 juin).

### Évolution des listes et position des candidats

#### À droite
Arrivé en tête du premier tour, Jean-Luc Moudenc dépose la même liste pour le second tour.

#### À gauche
Arrivé en tête des listes de gauche à l'issue du premier tour, Archipel Citoyen réussit l'union de la gauche autour de sa tête de liste avant le second tour. Ainsi, il fusionne très vite sa liste avec celle de Pierre Cohen, ancien maire de Toulouse affilié Génération.s (5,66 %) qui ne pouvait pas se maintenir. Six anciens colistiers rejoignent ainsi Archipel citoyen.
L'union avec la liste de Nadia Pellefigue, arrivée troisième et soutenue par le PS, PC, PRG, Occitanie Pais Nostre et des composantes de la société civile, est plus compliquée. Malgré la pression des appareils politiques appelant à l'union, des points de divergences apparaissaient entre les deux listes, en particulier sur la troisième ligne de métro ou bien la défense du projet de LGV Paris-Toulouse. De plus, Nadia Pellefique demande le soutien d'Archipel citoyen pour être élue à la tête de la présidence de la Toulouse Métropole. Face au refus d'Archipel citoyen de lui accorder cette place, la tête de liste socialiste, vice-présidente de la région Occitanie, se retire. Elle annonce toutefois qu'elle soutient la liste d'union des gauches et 12 de ses colistiers, essentiellement encartés, entrent dans la liste fusionnée. Ce soutien apparaît donc en demi-teinte pour Archipel citoyen.

### Synthèse des listes et candidats au second tour
| Liste | Liste                                | Partis | Candidat au poste de maire | Candidat au poste de maire       |
| Liste | Liste                                | Partis | Nom                        | Fonctions                        |
| ----- | ------------------------------------ | --- | -------------------------- | -------------------------------- |
|       | Archipel citoyen                     | Europe Écologie Les Verts La France insoumise Parti socialiste Génération.s Parti communiste français Parti radical de gauche Place publique Gauche républicaine et socialiste Mouvement républicain et citoyen Gauche démocratique et sociale Parti pirate Nouvelle Donne Ensemble ! Partit occitan | Antoine Maurice            | Conseiller municipal de Toulouse |
|       | Aimer Toulouse avec Jean-Luc Moudenc | Les Républicains La République en marche | Jean-Luc Moudenc           | Maire de Toulouse                |

## Résultats
|                                                                               |                          |                                |              |              |             |             |        |        |  |
| Tête de liste                                                                 | Tête de liste            | Liste                          | Premier tour | Premier tour | Second tour | Second tour | Sièges | Sièges |  |
| Tête de liste                                                                 | Tête de liste            | Liste                          | Voix         | %            | Voix        | %           | CM     | TM     |  |
|                                                                               | Jean-Luc Moudenc         | LR, LREM, MR, Agir, UDI        | 31 940       | 36,19        | 55 826      | 51,98       | 53     | 51     |  |
| Aimer Toulouse avec Jean-Luc Moudenc                                          |                          |                                | 31 940       | 36,19        | 55 826      | 51,98       | 53     | 51     |  |
|                                                                               | Antoine Maurice          | EÉLV, LFI, PP, PP, ND, E!, POC | 24 331       | 27,56        | 51 564      | 48,01       | 16     | 16     |  |
| Archipel citoyen                                                              |                          |                                | 24 331       | 27,56        | 51 564      | 48,01       | 16     | 16     |  |
|                                                                               | Nadia Pellefigue         | PS, PCF, PRG, OPN              | 16 357       | 18,53        | 51 564      | 48,01       | 16     | 16     |  |
| Une nouvelle énergie pour Toulouse. La gauche, l'écologie, les Toulousain.e.s |                          |                                | 16 357       | 18,53        | 51 564      | 48,01       | 16     | 16     |  |
|                                                                               | Pierre Cohen             | G.s, GRS, MRC                  | 5 000        | 5,66         | 51 564      | 48,01       | 16     | 16     |  |
| Pour la cohésion! L'autre choix                                               |                          |                                | 5 000        | 5,66         | 51 564      | 48,01       | 16     | 16     |  |
|                                                                               | Quentin Lamotte          | RN, LDP                        | 3 801        | 4,31         |             |             | 0      | 0      |  |
| Rassemblement toulousain                                                      |                          |                                | 3 801        | 4,31         |             |             | 0      | 0      |  |
|                                                                               | Franck Biasotto          | MoDem                          | 2 594        | 2,94         | 0           | 0           |        |        |  |
| Toulouse belle et forte                                                       |                          |                                | 2 594        | 2,94         | 0           | 0           |        |        |  |
|                                                                               | Pauline Salingue         | NPA                            | 1 346        | 1,52         | 0           | 0           |        |        |  |
| Toulouse anticapitaliste                                                      |                          |                                | 1 346        | 1,52         | 0           | 0           |        |        |  |
|                                                                               | Quentin Charoy           | PA                             | 1 342        | 1,52         | 0           | 0           |        |        |  |
| Toulouse animaliste                                                           |                          |                                | 1 342        | 1,52         | 0           | 0           |        |        |  |
|                                                                               | Francis Manaud           | DLF                            | 835          | 0,95         | 0           | 0           |        |        |  |
| Debout Toulouse                                                               |                          |                                | 835          | 0,95         | 0           | 0           |        |        |  |
|                                                                               | Malena Adrada            | LO                             | 407          | 0,46         | 0           | 0           |        |        |  |
| Lutte ouvrière - faire entendre le camp des travailleurs                      |                          |                                | 407          | 0,46         | 0           | 0           |        |        |  |
|                                                                               | Julian Menendez          | POID                           | 193          | 0,22         | 0           | 0           |        |        |  |
| Toulouse aux travailleurs, pas aux spéculateurs                               |                          |                                | 193          | 0,22         | 0           | 0           |        |        |  |
|                                                                               | Peov Chankiry Duch       | UDMF                           | 120          | 0,13         | 0           | 0           |        |        |  |
| En avant Toulouse                                                             |                          |                                | 120          | 0,13         | 0           | 0           |        |        |  |
|                                                                               |                          |                                |              |              |             |             |        |        |  |
| Votes valides                                                                 | Votes valides            | Votes valides                  | 88 266       | 98,36        | 107 390     | 97,73       |        |        |  |
| Votes blancs                                                                  | Votes blancs             | Votes blancs                   | 651          | 0,73         | 1 607       | 1,46        |        |        |  |
| Votes nuls                                                                    | Votes nuls               | Votes nuls                     | 821          | 0,91         | 892         | 0,81        |        |        |  |
| Total                                                                         | Total                    | Total                          | 89 738       | 100          | 109 889     | 100         | 69     | 67     |  |
| Abstention                                                                    | Abstention               | Abstention                     | 155 023      | 63,34        | 135 129     | 55,15       |        |        |  |
| Inscrits / participation                                                      | Inscrits / participation | Inscrits / participation       | 244 761      | 36,66        | 245 018     | 44,85       |        |        |  |

## Conséquences
Le second tour voit la victoire de Jean-Luc Moudenc alors que les sondages lui étaient défavorables et que la droite a perdu plusieurs grandes villes lors de ce scrutin. 

### Élection du maire
Jean-Luc Moudenc est réélu maire de Toulouse le 3 juillet lors du premier conseil municipal de la mandature avec 52 voix pour contre 16 contre et un blanc.

### Composition du conseil municipal
|                                      |       |          |      |                                             |                                            |
| Maire de Toulouse                    |       |          |      |                                             |                                            |
| Jean-Luc Moudenc (DVD)               |       |          |      |                                             |                                            |
| Parti                                | Sigle | Sigle    | Élus | Groupe                                      |                                            |
| Majorité (52 sièges)                 |       |          |      |                                             |                                            |
| Divers droite                        |       | DVD      | 26   | Aimer Toulouse                              | Laurence Arribagé (HOR) Daniel Rougé (DVD) |
| Les Républicains                     |       | LR       | 14   | Aimer Toulouse                              | Laurence Arribagé (HOR) Daniel Rougé (DVD) |
| La République en marche              |       | LREM     | 5    | Aimer Toulouse                              | Laurence Arribagé (HOR) Daniel Rougé (DVD) |
| Parti radical                        |       | PR       | 3    | Aimer Toulouse                              | Laurence Arribagé (HOR) Daniel Rougé (DVD) |
| Union des démocrates et indépendants |       | UDI      | 1    | Aimer Toulouse                              | Laurence Arribagé (HOR) Daniel Rougé (DVD) |
| Horizons                             |       | Horizons | 3    | Aimer Toulouse                              | Laurence Arribagé (HOR) Daniel Rougé (DVD) |
| Opposition (17 sièges)               |       |          |      |                                             |                                            |
| Divers gauche                        |       | DVG      | 5    | Alternative municipaliste citoyenne         | Agathe Roby (LFI) Maxime Le Texier (DVG)   |
| La France insoumise                  |       | LFI      | 2    | Alternative municipaliste citoyenne         | Agathe Roby (LFI) Maxime Le Texier (DVG)   |
| Europe Écologie Les Verts            |       | EÉLV     | 3    | Toulouse écologiste, solidaire et citoyenne | Antoine Maurice (EÉLV)                     |
| Génération.s                         |       | G·s      | 1    | Toulouse écologiste, solidaire et citoyenne | Antoine Maurice (EÉLV)                     |
| Divers écologiste                    |       | ÉCO      | 1    | Toulouse écologiste, solidaire et citoyenne | Antoine Maurice (EÉLV)                     |
| Parti socialiste                     |       | PS       | 1    | Non-inscrits                                | Non-inscrits                               |
| Parti communiste français            |       | PCF      | 1    | Non-inscrits                                | Non-inscrits                               |
| Divers droite                        |       | DVD      | 1    | Non-inscrits                                | Non-inscrits                               |
| La France insoumise                  |       | LFI      | 1    | Non-inscrits                                | Non-inscrits                               |
| Divers gauche                        |       | DVG      | 1    | Non-inscrits                                | Non-inscrits                               |